# 卡明涅 (科捷利瓦區)
50°9′13″N 34°49′27″E / 50.15361°N 34.82417°E
卡明涅（烏克蘭語：Камінне）是位於烏克蘭中部波爾塔瓦州裏波爾塔瓦區的村莊，始建於1928年，面積1.059平方公里，海拔高度109米，2001年該鎮人口27。